# State of Origin 2010
Navigation
Édition précédente Édition suivante
Le State of Origin 2010 est la vingt-neuvième édition du State of Origin et se déroule du 26 mai 2010 au 7 juillet 2010, deux matchs à l'ANZ Stadium (Sydney) et un match au Suncorp Stadium (Brisbane). Il s'agit de l'opposition traditionnelle entre les équipes de Nouvelle-Galles du Sud et du Queensland.

## Déroulement de l'épreuve

### Première rencontre
| 1er match   | NSW Blues                                                | 24 - 28  | Qld Maroons                                                          | ANZ Stadium, Sydney  |                      |
| 26 mai 2010 | Essai : Hayne, Watmough, Idris, Creagh Transf : Lyon (4) | (8 - 12) | Essai : Boyd, Slater, Lockyer, Inglis, Thaiday Transf : Thurston (4) | Spectateurs : 68 753 | Spectateurs : 68 753 |

NSW : 1 Gidley (c), 2 Hayne, 3 Cooper, 4 Tahu, 5 Morris, 6 Lyon, 7 Kimmorley, 8 Weyman, 9 Ennis, 10 Perry, 11 Waterhouse, 12 Creagh, 13 Watmough, remplaçants : 14 Idris, 15 Learoyd-Lahrs, 16 Lewis, 17 White, entraineur : Craig Bellamy
Qld : 1 Slater, 2 Boyd, 3 Inglis, 4 Tonga, 5 Folau, 6 Lockyer (c), 7 Thurston, 8 M.Scott, 9 Ballin, 10 Civoniceva, 11 Myles, 12 Thaiday, 13 Harrison, remplaçants : 14 Cronk, 15 Shillington, 16 Costigan, 17 Taylor, entraineur : Mal Meninga

### Deuxième rencontre
| 2e match     | Qld Maroons                                                         | 34 - 6   | NSW Blues                    | Suncorp Stadium, Brisbane |                      |
| 16 juin 2010 | Essai : Folau (2), Inglis, Boyd, Tonga, Cronk Transf : Thurston (5) | (16 - 0) | Essai : White Transf : Ennis | Spectateurs : 52 452      | Spectateurs : 52 452 |

Qld: 1 Slater, 2 Boyd, 3 Inglis, 4 Tonga, 5 Folau, 6 Lockyer (c), 7 Thurston, 8 M.Scott, 9 Smith, 10 Shillington, 11 Myles, 12 Thaiday, 13 Harrison, remplaçants: 14 Cronk, 15 Hannant, 16 Costigan, 17 Taylor, entraineur: Mal Meninga
NSW : 1 Hayne, 2 Morris, 3 Cooper, 4 B.Scott, 5 Monaghan, 6 Barrett, 7 Pearce, 8 Weyman, 9 Ennis, 10 White, 15 Hindmarsh, 12 Creagh, 13 Gallen, remplaçants: 11 Waterhouse, 14 Gidley (c), 16 Learoyd-Lahrs, 17 O'Donnell, entraineur: Craig Bellamy

### Troisième rencontre
| 3e match       | NSW Blues                                     | 18 - 23  | Qld Maroons                                                          | ANZ Stadium, Sydney  |                      |
| 7 juillet 2010 | Essai : Gallen, Gidley, Bird But : Gordon (3) | (6 - 13) | Essai : Boyd, Myles, Slater, Tonga But : Thurston (3) Drop : Lockyer | Spectateurs : 61 259 | Spectateurs : 61 259 |

NSW : 1 Hayne, 2 Morris, 3 Jennings, 4 B.Scott, 5 Gordon, 6 Barrett (c), 7 Pearce, 8 King, 9 Ennis, 10 Snowden, 11 Lewis, 12 Gallen, 13 Bird, remplaçants: 14 Gidley, 15 Learoyd-Lahrs, 16 Mannah, 17 Watmough, entraineur: Craig Bellamy
Qld: 1 Slater, 2 Boyd, 3 Inglis, 4 Tonga, 5 Folau, 6 Lockyer (c), 7 Thurston, 8 M.Scott, 9 Smith, 10 Civoniceva, 11 Myles, 12 Thaiday, 13 Harrison, remplaçants: 14 Cronk, 15 Shillington, 16 Costigan, 17 Taylor, entraineur: Mal Meninga

## Médias
Les droits télévisuels appartiennent à Channel 9 qui utilise pour une première mondiale la 3D.